# Sølvstimen
Sølvstimen er en amerikansk stumfilm fra 1920 af Frank Lloyd.

## Medvirkende
- Myrtle Stedman som Cherry Malotté
- Curtis Cooksey som Boyd Emerson
- Betty Blythe som Mildred Wayland
- R.D. MacLean som Wayne Wayland
- Robert McKim som Marsh
- Hector V. Sarno som Constantine
- Louis Durham som Swanson
- Maurice 'Lefty' Flynn som Thug
- Neola May
- Ervin Denecke som Thug
- Fred R. Stanton som George Bolt
- Carl Gerard som Alton Clyde
- Murdock MacQuarrie som Richard Jones